# Drudo Marcellino
Drudo Marcellino (fl. XII-XIII secolo) è stato un politico italiano, podestà di Genova e poi di Milano.
Il 19 dicembre 1208 podestà a Vicenza, scioglimento lega Verona, Vicenza, Trivigi contro Padova (Giambattista Verci Volume 1 storia della marca Trivigiana e Veronese p. 48)

## Biografia
Proveniente da Milano, fu scelto come podestà dalla Compagna Communis Ianuensis di Genova nel 1196. 
Drudo è ricordato per aver emanato, lo stesso anno della sua elezione, l'ordinanza che impose la riduzione dell'altezza di tutte le torri cittadine: ordinò che nessuna torre potesse superare l'altezza di 80 palmi (circa 20 metri). Quasi tutte le torri (ben 66 in tutta Genova fino al XIII secolo, 33 alla fine del XV secolo) vennero mozzate, e solo alcune, come la Torre Embriaci, furono risparmiate.
Tornato a Milano, emerse come personalità importante del movimento popolare meneghino, fu nel 1198 primo capo della neo-costituita Credenza di Sant'Ambrogio, assemblea popolana del libero comune. 
Nel 1201, con Alberto da Mandello e Ranieri Cotta, fu eletto podestà di Milano: i tre non riuscirono a quietare le varie fazioni cittadine e in loro vece l'anno seguente venne scelto Anselmo da Terzago.
Nel 1205 divenne console cittadino.